# 美國總統繼任順序
美國總統繼任順序（英語：United States presidential line of succession）定義了當美国总统因故從缺時應該由誰繼任其職務。
根据《美国宪法》，总统须年满35岁，在美国居住14年以上，且必須是「出生時即為美國公民」（英語：Natural-born-citizen），因此當原有順位的繼任人選不符合上述規定，將會被跳過由下一順位繼任。

## 繼位順序
根據1947年通過的《總統繼任法案》（英語：Presidential Succession Act of 1947），總統一旦離開其職務，將由副總統、眾議院議長、參議院臨時議長及主要內閣閣員依以下的順位依序遞補，而內閣的排名順序基本上以內閣職務的成立時間為準。由於美国宪法規定總統必須是由自然產生的美國公民（出生時即是美国公民，通常是指生於美國，或者出生時父母雙方皆是美國公民）的人出任，因此繼任順序成員中若有歸化美籍者時，將會自動跳過順位到下一位。
| 政黨 | 符合資格民主黨     |
| 政黨 | 符合資格共和黨     |
| 政黨 | 符合資格其他黨籍   |
| 政黨 | 符合資格無黨籍     |
| 政黨 | 不符繼任資格或空缺 |

| 顺序 | 徽章 | 职位               | 现任首长 | 现任首长           |
| 顺序 | 徽章 | 职位               | 所属政党 | 姓名               |
| ---- | ---- | ------------------ | -------- | ------------------ |
| 1    |      | 副總統兼參議院議長 | 共和黨   | JD·萬斯            |
| 2    |      | 眾議院議長         | 共和黨   | 邁克·約翰遜        |
| 3    |      | 參議院臨時議長     | 共和黨   | 查克·葛雷斯利      |
| 4    |      | 國務卿             | 共和黨   | 馬可·魯比奧        |
| 5    |      | 財政部長           | 共和黨   | 斯科特·貝森特      |
| 6    |      | 國防部長           | 共和黨   | 皮特·赫格塞斯      |
| 7    |      | 司法部長           | 共和黨   | 帕姆·邦迪          |
| 8    |      | 內政部長           | 共和黨   | 道格·伯古姆        |
| 9    |      | 農業部長           | 共和黨   | 布魯克·羅琳絲      |
| 10   |      | 商務部長           | 共和黨   | 霍華德·盧特尼克    |
| 11   |      | 勞工部長           | 共和黨   | 洛麗·查韋斯-德雷默 |
| 12   |      | 衛生及公共服務部長 | 無黨籍   | 小罗伯特·F·肯尼迪  |
| 13   |      | 住房及城市發展部長 | 共和黨   | 史葛·特納          |
| 14   |      | 運輸部長           | 共和黨   | 肖恩·達菲          |
| 15   |      | 能源部長           | 共和黨   | 克里斯·賴特        |
| 16   |      | 教育部長           | 共和黨   | 琳達·麥馬漢        |
| 17   |      | 退伍軍人事務部長   | 共和黨   | 道格·科林斯        |
| 18   |      | 國土安全部長       | 共和黨   | 克丽丝蒂·诺姆      |

## 历史

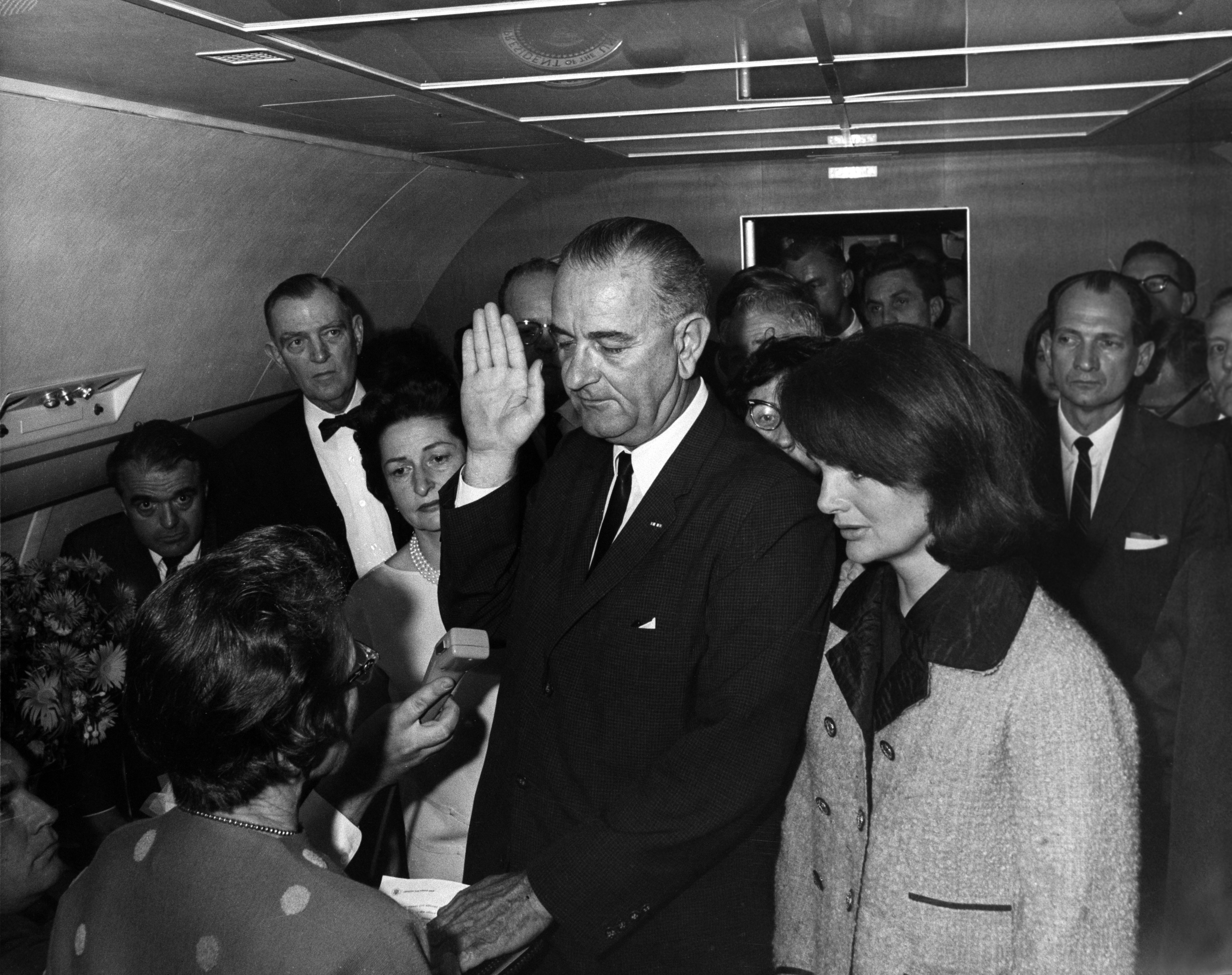
1963年11月22日，约翰·肯尼迪遇刺後，聯邦法官薩拉·T·休斯主持林登·约翰逊總統就職宣誓儀式

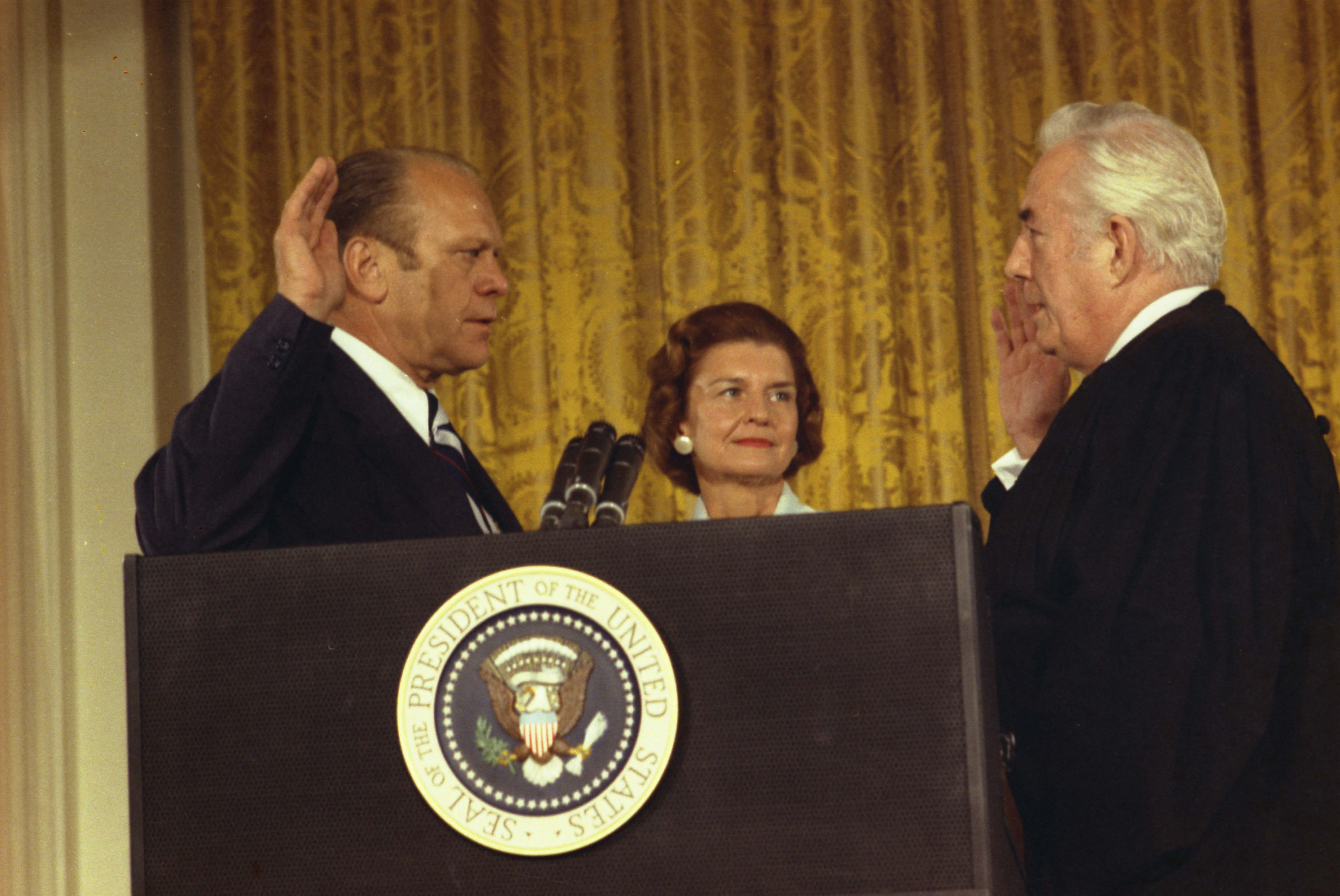
1974年8月9日，理查德·尼克松辭職後，首席大法官沃伦·厄尔·伯格主持杰拉尔德·福特總統的就職宣誓儀式

美国宪法给予国会权力，由国会立法规定在正副总统都不能履行职责时由哪位官员代行总统职权。国会最早在1792年就制定了《总统继任法案》（英語：Presidential Succession Act），其後經歷過若干次修订，目前执行的《总统继任法案》是在1947年通过的。
繼任順序中各部首长排名次序取决于各部成立的早晚。国务卿在总统继承顺序中排名第4，居各部之首。紧接着是财政部长，国务院和财政部都建立于1789年，不过国务院比财政部早问世了一两个月。排在第6位的是国防部长，国防部是1947年才创建的，但其前身是1789年就成立的战争部，于是国防部长取代了战争部长。联邦政府最新的部門是2002年11月才组建的國土安全部。
美国历史上曾有过副总统职位空缺的时候，但是总统與副总统同時出缺的情形从未发生过。总统、副总统、众议院议长、参议院临时议长以至国务卿、财政部长、国防部长等一系列政界要員同时下台或遇难的非常情形更是难以想象地罕見，而法定的总统继承顺序在法理上尽可能保证了国家一刻也不会群龙无首。美国总统每年到国会对参众两院发表国情咨文（英語：State of the Union Address）演说时，副总统、眾議院議長、參議院臨時議長、两院的多數黨領袖及少數黨领袖和内阁部长等几乎都会到场；但按照惯例，届时一定会有一位内阁部长（在此期间称作“指定幸存者（英語：Designated Survivor）”）缺席，留在一个不向外界透露的安全地点（一般会在华府以外）以防万一，若华府遭到袭击导致所有政要死亡，“指定幸存者”将会接任总统职务。
此外眾議院存在代理性質的臨時議長職務，但不列入繼任順序當中。另外各州（邦）的州長繼任順序也跟聯邦總統的雷同。

## 出生時即美國公民者
根據美國憲法，總統必須「出生時即為美國公民」（英語：Natural-born-citizen），所以歸化美籍的部長不能繼承美國總統職位，也不能與總統一同參選副總統。
因為美國是由移民組成的國家，出生在外國的美國公民擔任美國政府要職的例子並不罕見。尼克森總統時期的國務卿亨利·基辛格出生在德國。卡特總統的財政部長维纳·迈克尔·布鲁门塔尔也出生在德國。柯林頓總統時期的國務卿马德琳·奥尔布赖特出生在捷克斯洛伐克，她是美國首位女國務卿，同時作為內閣位階最高的部長。在小布希總統任內擔任勞工部長及在川普總統任內擔任運輸部長的趙小蘭出生在臺灣，商務部長卡洛斯·古鐵雷斯出生在古巴。
理論上，當總統缺位排到出生時不是美國公民的部長時，這些不符合總統資格的人就會被排除於繼任順序之外，由排在下一位的部長頂上。

## 指定倖存者
按照指定倖存者規則，如果出現所有包括繼任順序的官員出現於同一場合時，會刻意安排一位部長級官員不參加會議並成為指定倖存者，若所有繼任順序內官員皆身亡，由指定倖存者按照美國總統繼任順序成為新任總統。此舉是為了避免美國大量領導人遭到不測時的極端狀況，可以有一位至少部長級官員繼任美國總統。
2005年之後，國會議員也可以成為指定倖存者，指定倖存者在這段時間內享有總統級待遇與保護，在總統活動結束並確認安全後，指定倖存者就會回歸日常作息。
指定倖存者優先度低於美國總統繼任順序。